# Воля-Марцинковська
Воля-Марцинковська (пол. Wola Marcinkowska) — село в Польщі, у гміні Хелмець Новосондецького повіту Малопольського воєводства.
Населення — 263 особи (2011).

## Демографія
Демографічна структура станом на 31 березня 2011 року:
|          | Загалом | Допрацездатний вік | Працездатний вік | Постпрацездатний вік |
| -------- | ------- | ------------------ | ---------------- | -------------------- |
| Чоловіки | 137     | 34                 | 89               | 14                   |
| Жінки    | 126     | 26                 | 73               | 27                   |
| Разом    | 263     | 60                 | 162              | 41                   |